# Mk VI (лёгкий танк)
Light Tank Mk VI (рус. Лёгкий танк Mk VI) — британский лёгкий танк 1930-х годов, выпускавшийся фирмой Vickers-Armstrongs. Последняя и самая тяжёлая модель в линейке довоенных лёгких танков фирмы Виккерс. Ограниченно применялся во время французской кампании, вторжения в Иран, на североафриканском театре военных действий и в других операциях.

## История разработки
Лёгкий танк Mk VI был шестым в линейке лёгких танков, построенных Vickers-Armstrongs для британской армии в межвоенный период. Компания добилась определенной степени стандартизации со своими предыдущими моделями. Башня, которая была расширена в Mk V, чтобы разместить двух человек, была дополнительно расширена, чтобы освободить место в задней части для установки радиостанции.
Когда Mk VI был впервые произведён в 1936 году, генеральный штаб считал, что этот танк превосходит любой лёгкий танк, произведённый другими странами, он хорошо подходит для двойной роли разведки и участия в колониальных войнах.
Производился серийно с 1936 по 1940 год, всего было выпущено 1682 Mk VI в различных вариантах с 6-цилиндровым карбюраторным двигателем жидкостного охлаждения Meadows ESTL (на танках Mk VI) или  Meadows ESTВ (на Mk VIA и последующих модификациях) .

## Боевое применение
Во время Второй мировой войны эти танки ограниченно использовались британскими войсками в боях вплоть до 1942 года, некоторое их число также было продано другим странам.

### Французская кампания

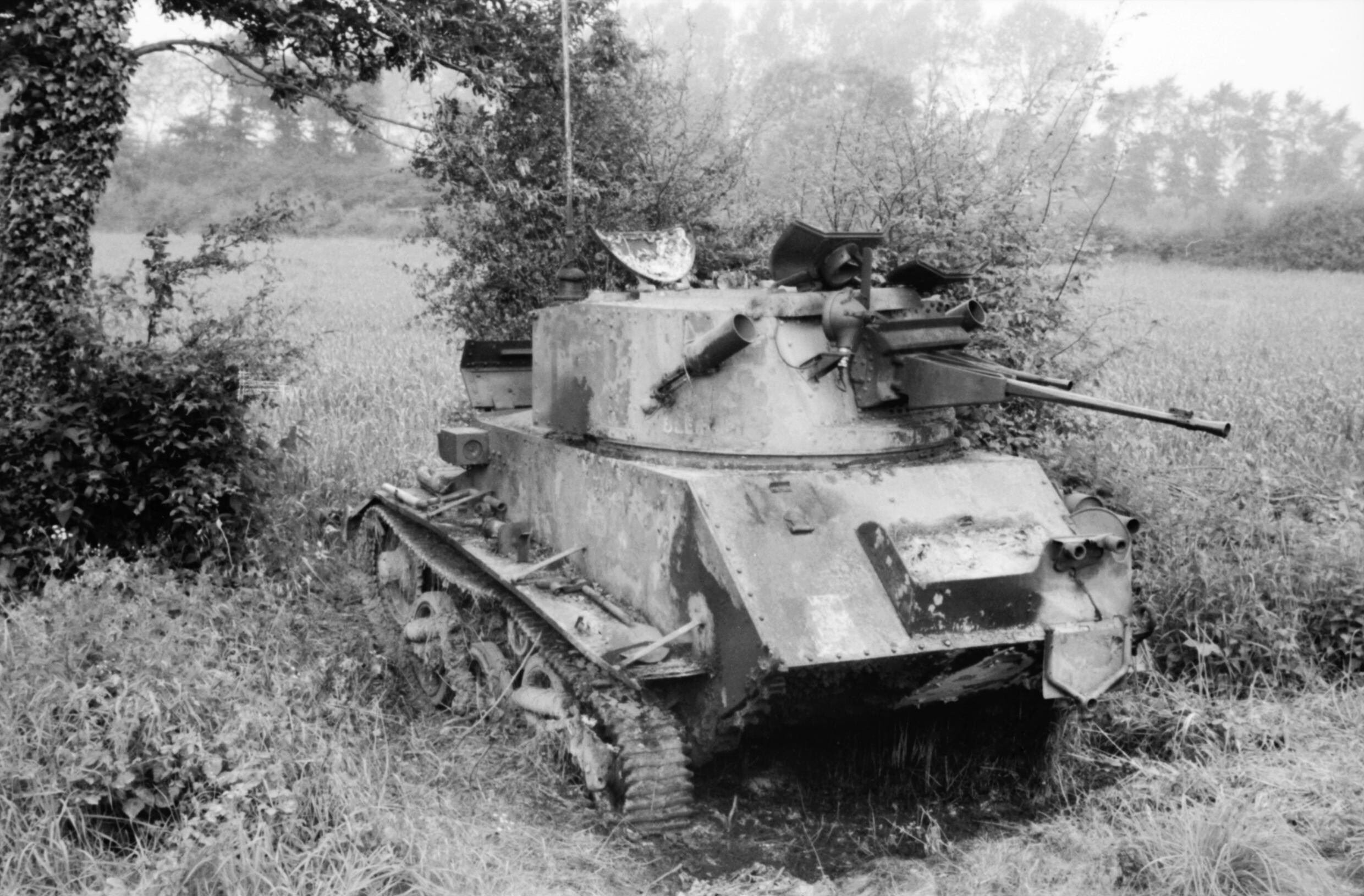
Light Tank Mk VIC, подбитый в районе Соммы 27 мaя 1940 года.

Значительная часть британских танков из состава Британского экспедиционного корпуса (BEF) во время французской кампании была именно легкими танками Mk VI. Каждый из семи дивизионных кавалерийских полков Королевского бронетанкового корпуса, основного бронетанкового соединения BEF, был оснащен 28 танками Mk VI. 1-я бронетанковая дивизия, части которой высадились во Франции в апреле 1940 года, была оснащена 257 танками, в том числе Mk VIB и Mk VIC.
27 мая 1940 года 10-й гусарский полк 1-й бронетанковой дивизии вступил в бой возле деревни Хуппи, пытаясь прорваться в районе Абвиля к окруженным у Дюнкерка подразделениям BEF. Они начали атаку без поддержки пехоты или артиллерии. В течение нескольких минут 20 из 30 танков либо замерли на месте, либо загорелись. Десять оставшихся танков вернулись обратно в безопасное место. 3-й танковый полк, входивший в состав 3-й танковой бригады, имел в своем составе 21 легкий танк Mk VI..
3-я бригада добилась успехов 27 мая, хотя полученные преимущества были потеряны из-за чрезмерной осторожности французов. Бригада добилась лучших результатов дня, сумев достичь ключевых высот с видом на Сен-Валери и сразу же обратилась за поддержкой к французам. При взятии высот пехотный десант под прикрытием огня британских танков имел хорошие шансы захватить город и закрепить важный плацдарм на Сомме. Но вместо того, чтобы атаковать, французский командующий приказал им подготовить линию обороны. Французы сочли операцию успешной, несмотря на то, что они несут ответственность за упущенные в тот день возможности, и в штаб 1-й бронетанковой дивизии была отправлена телеграмма с благодарностью британцам за результаты, которых «мы достигли».
Британская армия потеряла 331 лёгкий танк Mk VI в битве за Францию в 1940 году. Около 300 таких машин были захвачены Вермахтом. В немецкой армии они получили название Leichter Panzerkampfwagen Mk. VI 734(e) и использовались в учебных целях до осени 1942 года. В ноябре 1940 года, было принято решение о разработке самоходных артиллерийских установок на базе трофейных Mk VI. Эти машины должны были нести 105- или 150-мм полевую гаубицу и получили обозначение Geschützwagen Mk.VI 736 (e) .

### Североафриканский театр военных действий

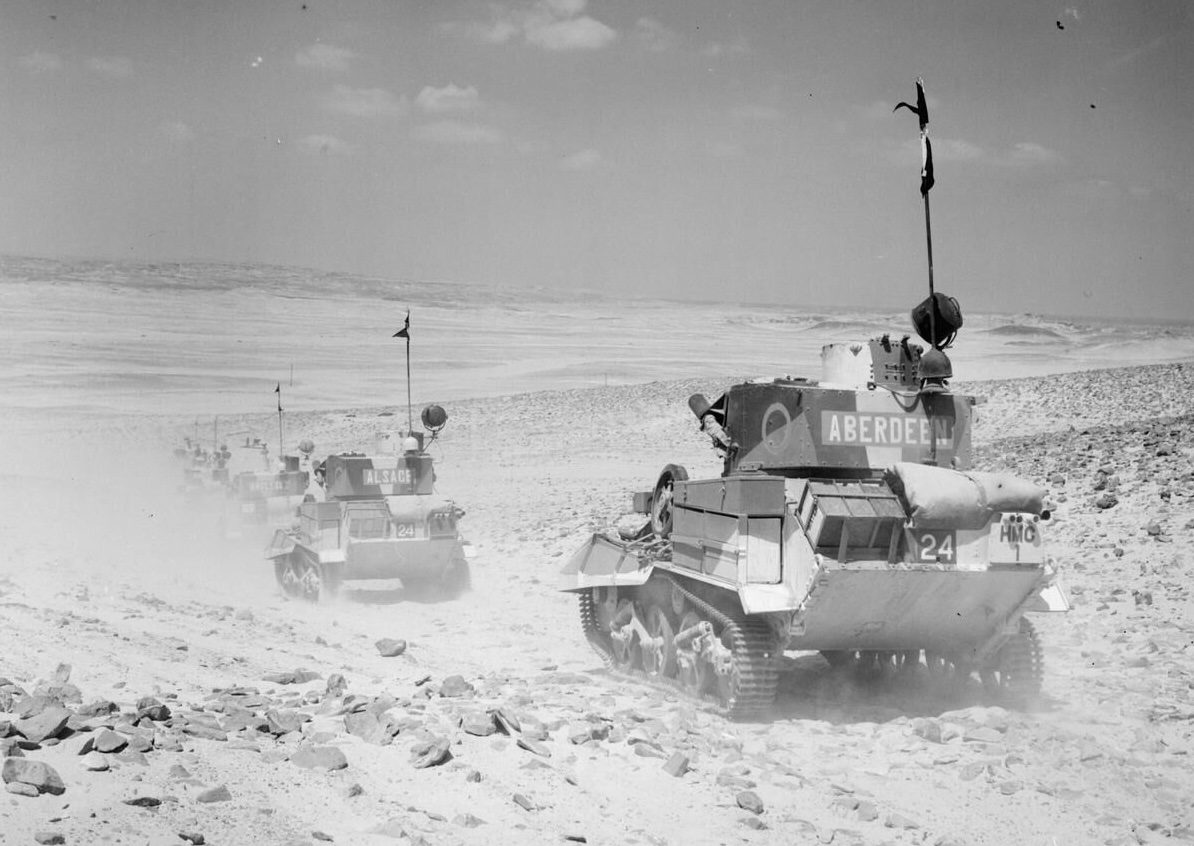
Танки Mk VI движутся по пустыне. Северная Африка, 1940 год.

Танк ограниченно применялся также на североафриканском театре военных действий. Mk VIB использовался в Северной Африке против итальянцев в конце 1940 года в составе 7-й бронетанковой дивизии. В это время у англичан было 200 лёгких танков (в основном Mk VIB), 75 крейсерских танков (A9, A10, A13) и 45 танков Matilda II. Атака 3-го гусарского полка у Бук-Бука 12 декабря 1940 года привела к тому, что танки этого полка увязли в солончаках и получили серьезные повреждения. За 10 минут было уничтожено 13 танков, убито 10 солдат и офицеров, включая командира полка, и 13 ранено. На 3 января 1941 года в 7-й бронетанковой дивизии оставалось 100 танков Mk VI; 21 января это количество увеличилось до 120 танков. Они использовались для глубокого обхода итальянских войск, оставляя главные атаки крейсерским танкам и танкам Matilda II. Во время боя у Мечили 24 января шесть Mk VI были уничтожены вновь прибывшими итальянскими танками Fiat M13/40 без потерь со стороны итальянцев, что вынудило MK VI отступить до прибытия крейсерских танков. 2-й гусарский полк продолжал сражаться с итальянцами на лёгких танках вплоть до 6 февраля 1941 года.

### Другие операции

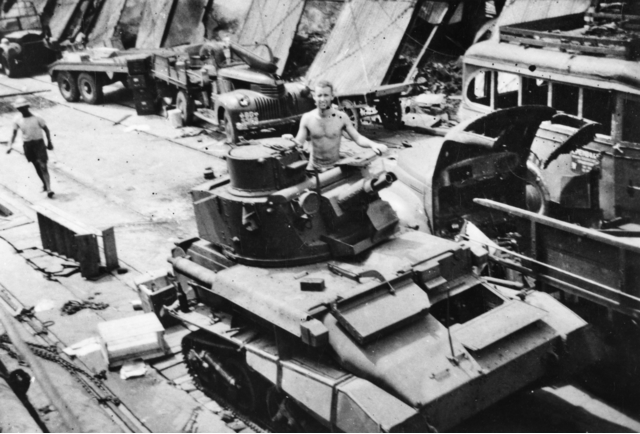
Танк Mk VIВ 3-го Королевского гусарского полка в Остхавене, Голландская Ост-Индия, 1942 год.

Кроме того, танк участвовал еще в нескольких важных сражениях. Mk VIB составляли значительную часть танков, отправленных в битву за Грецию в 1941 году, в основном в составе 4-го гусарского полка. Десять танков Mk VIB сражались в составе 3-го Королевского гусарского полка во время битвы за Крит. Это же бронетанковое подразделение ранее погрузило три танка MK VIB для Норвежской кампании, но они были потеряны в пути из-за атаки немецкой авиации. В составе 2-й отдельной бронетанковой бригады Mk VI применялись в иранской операции, а в составе 14/20 Королевского гусарского полка в 1941—1942 году находились в Ираке. Танки ограниченно использовались также в составе 3-го Королевского гусарского полка против японцев в Малайе и Голландской Ост-Индии в 1942 году.

## Описание конструкции
Mk VI был танком классической компоновки с расположением двигательной установки и трансмиссии в передней части корпуса, а боевого отделения — в задней. Его экипаж состоял из трёх человек. В передней части корпуса слева находилось отделение управления с механиком-водителем, а справа моторно-трансмиссионное отделение. В задней части корпуса было расположено боевое отделение с башней в которой находились командир и стрелок. Бронирование танка противопульное 3-14 мм. Вооружение в зависимости от модификации: 12,7 мм и 7,7 мм пулемёт Виккерс или 15 мм и 7,92 мм пулемёт BESA.
Вес танка был увеличен до 4,9 т, что было тяжелее предыдущих моделей. Увеличение массы улучшило его ходовые качества. На модели был установлен двигатель мощностью 88 лошадиных сил, чтобы увеличить максимальную скорость танка до 56 км/ч. Запас хода 210 км.
У него была пружинная подвеска системы Horstmann, которая оказалась прочной и надёжной. Но танк был коротким и относительно широким, поэтому он сильно раскачивался при езде по пересеченной местности, а точная стрельба во время движения была исключительно трудной.

### Модификации
- Mk VI — базовый вариант, вооружён 12,7-мм и 7,7-мм пулемётами Виккерс, 81 экземпляр (1936-37)[1];
- Mk VIA — аналог Mk.VI, незначительные изменения командирской башенки и ходовой части, 110 экземпляров (1937)[1];
- Mk VIB — аналог Mk.VIA, незначительные изменения в бронировании и кронштейн для крепления дополнительного зенитного 7,7-мм пулемёта, самая массовая модификация, 833 экземпляра (1937-39)[1];
- Mk VI Indian Pattern (версия для Индии) — вариант без командирской башенки, предназначенные для поставки индийским войскам, 93 экземпляра Mk.VIB (1937)[1];
- Mk VIC — 12,7-мм и 7,7-мм пулемёты заменены на 15-мм и 7,92-мм пулемёты BESA, 167 экземпляров (1939-40)[1].

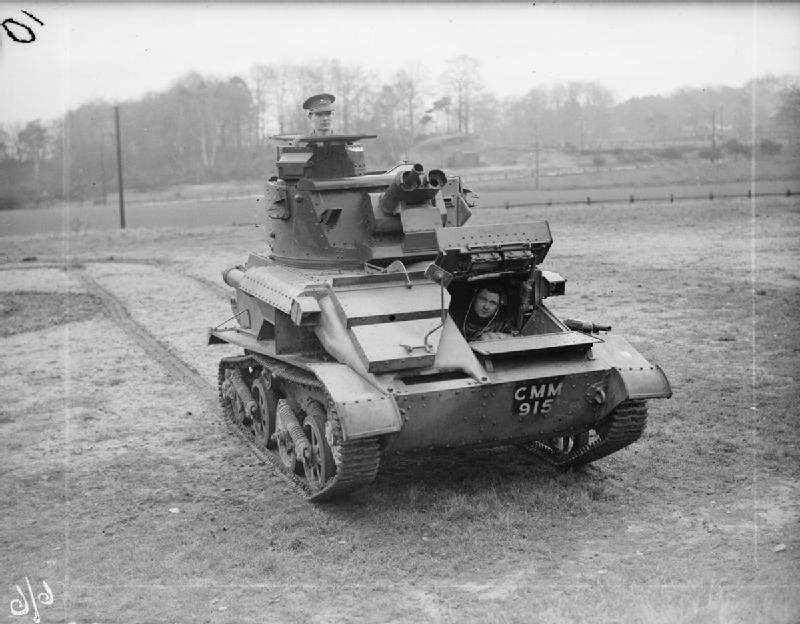
Mk VIA с 7,7- и 12,7-мм пулемётами Виккерс
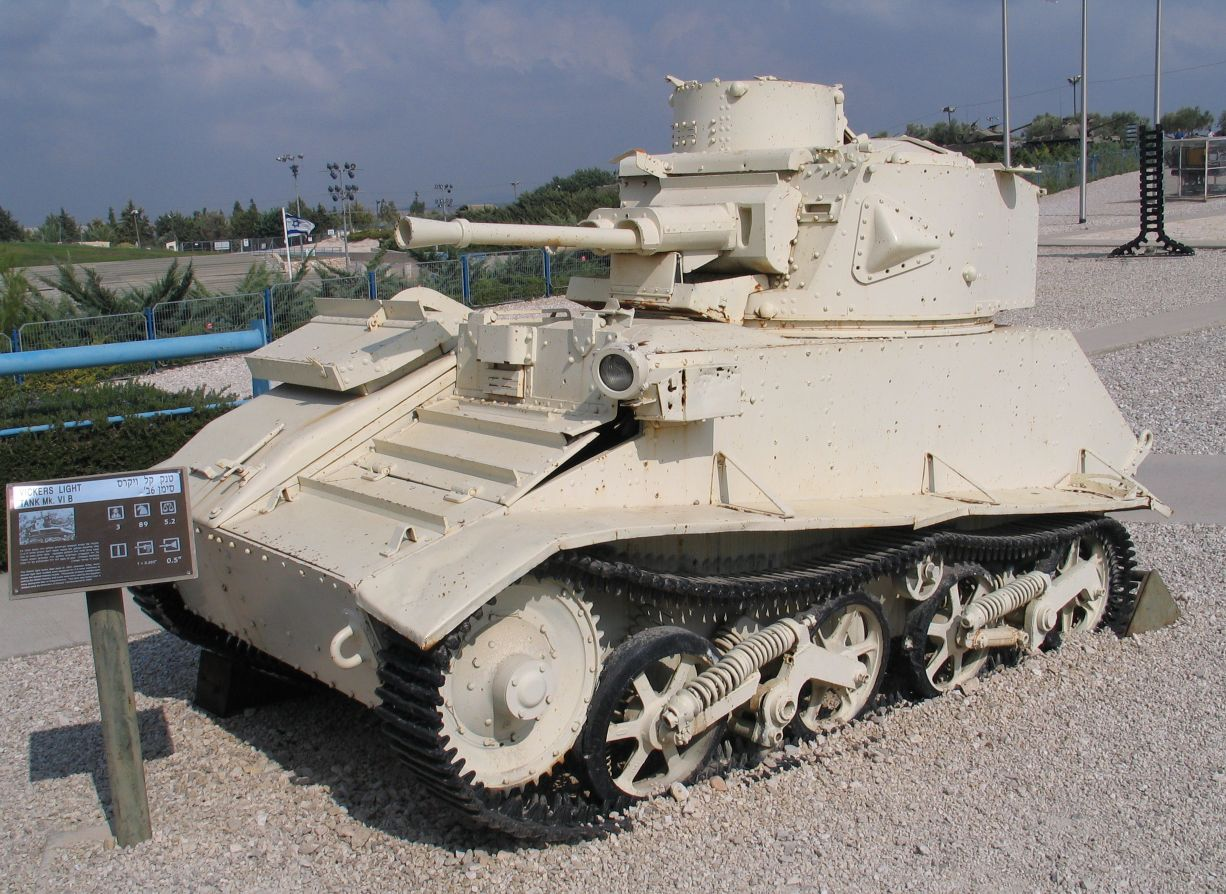
Танк Mk VIB в музее бронетанковых войск Израиля в Латруне.
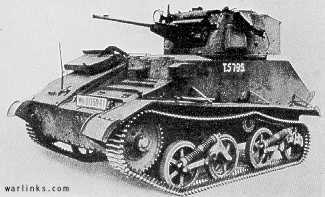
Mk VIC с 15-мм BESA
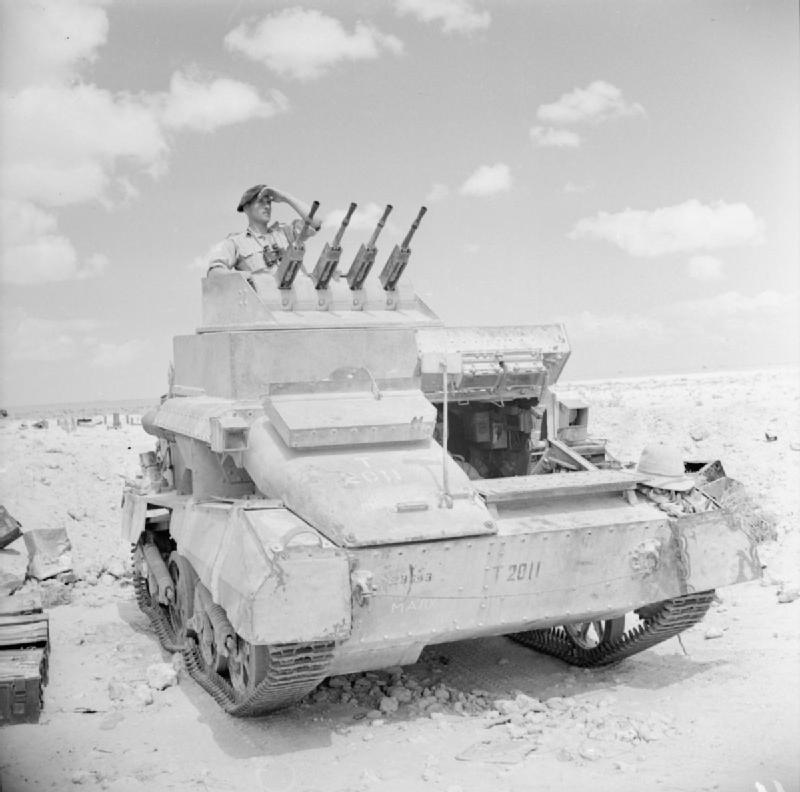
ЗСУ AA-MkI с 4 7,92-мм BESA

### Машины на базе Mk.VI
- AA-MkI — ЗСУ на базе Mk.VI. В частично вращающуюся башню устанавливались четыре 7,92-мм пулемёта BESA. Количество построенных машин неизвестно[22].
- Geschützwagen Mk.VI 736 (e) — САУ на базе Mk VI. На данную машину устанавливалось 105-мм легкая полевая гаубица leFH 16 либо 150-мм тяжёлая полевая гаубица leFH 13 в неподвижную открытую сверху и сзади рубку. Построено 18 машин, из них 12 самоходок со 105-мм гаубицей и 6 — со 150-мм[23].
- B Нацистской Германии помимо G.W. Mk.VI 736 (e) изготавливались также машины передовых артиллерийских наблюдателей и подвозчики боеприпасов. Изготовлено 4 и 12 машин соответственно[11].

## Состоял на вооружении
- Великобритания,  Австралия,  ЮАС
- Индия — 144 танка.
- Египет — 70 танков.
- Канада — 24 танка.
- Турция — 13 танков.
- Ирак — 1 трофейный танк.
- Нацистская Германия — 36 трофейных танков, были переделаны в САУ, машины артиллерийских наблюдателей и перевозчиков боеприпасов.

## В массовой культуре
Light Tank Mk.VI в модификации Mk.VIC представлен в ММО-игре World of Tanks как премиумный английский лёгкий танк 2 уровня. Танк дарился игрокам в честь нового 2014 года.